# شركة جي آند إي هول
شركة جي آند أي هول هي شركة تصنيع إنجليزية لمعدات التبريد (وتعد اليوم جزءا من مجموعة دايكن)، تم تأسيسها في الأصل كورشة للحديد في دارتفورد، كينت في عام 1785، مع منتجات أخرى بما في ذلك آلات صناعة الورق، ومحركات البخار وعربات حمل الأسلحة، قبل أن تبدأ في إنتاج آلات التبريد في عام 1880. خلال أوائل القرن العشرين،  تنوعت الشركة لإنتاج مركبات تجارية (تحمل اسم هال فورد، في الفترة من 1906 حتى 1926)، ثم قامت بصناعة المصاعد والسلالم المتحركة، قبل إعادة التركيز على منتجاتها الأساسية للتبريد وتكييف الهواء في أواخر الستينات، وتحتفظ الشركة بمكتب رئيسي وبعض مرافق البحث والتطوير في دارتفورد.

## التاريخ
تأسست الشركة في الأصل في عام 1785 في شارع لوفيلد، دارتفورد بواسطة سميث ومطحنة جون هول (1764-1836). انتقل هول إلى دارتفورد في عام 1784، وكان يعمل لإصلاح مطحنة في نهر دارنت في هاولي، وبعد ذلك أنشأ شركته الخاصة به، لإصلاح وصيانة الآلات المستخدمة في الذرة والورق والزيت والمساحيق في دارتفورد وما حولها.
وقد كان بريان دونكين أحد أوائل المتدربين في الشركة. حوالي عام 1800، انتقلت الشركة إلى أماكن أكبر في ووترسايد (الآن في شارع هيث) على الأرض التي كانت تشكل في وقت ما جزءًا من دير دارتفورد. وساعد ارتباطها مع شركة دونكين، التي تشارك الآن في صناعة الورق في المنطقة، وفي محاولة لتوسيع الشراكة مع الأخوين فوردرينر وجون غامبل، لتصنيع الآلات الورقية. كما تعاون دونكين، هول وغامبل أيضًا في تعليب الطعام في حاويات معدنية.
حصلت هول على براءة اختراع من شركة بيتر دوراند في عام 1812. وبعد تجارب مختلفة،  أقامت دونكين وهال وغامبل معمل تعليب في بلو أنكور لين في بيرموندسي، وهي أول مكنة تعليب تستخدم حاويات حديدية.
بحلول أواخر ربيع عام 1813، قاموا بتعيين وكلاء على الساحل الجنوبي لبيع المواد الغذائية المحفوظة للسفن المتجهة إلى الخارج. ووضعت هيئة الأركان البريطانية شحنات كبيرة مع شركة دونكن، هول وغامبل للحوم المعلبة. الشركة في وقت لاحق تم دمجها في كروس آند بلاكويل.
وبما أن شركة جي آند إي هول شركة مسابك حديدية، قامت شركة هول لاحقاً ببناء المحركات البخارية وعربات المدافع. وفي عام 1881 تم تطوير آلات التبريد بالهواء الجاف الأفقي المناسبة للاستخدام على السفن، وأصبح التبريد في نهاية المطاف هو العمل الأساسي للشركة.

### المركبات التجارية والمصاعد والسلالم المتحركة
وأيضا فقد أنتجت الشركة من عام 1906 وحتى عام 1926، قطع غيار للمركبات التجارية التي تعمل بالبنزين. في البداية، صنعت الهياكل للمركبات الثقيلة، بما في ذلك حافلات لندن، وأنتجت في وقت لاحق أيضًا محركات للمركبات التي تحمل اسم هالفورد، وقد قام مصنعو الجعة بنقل منتجاتهم مع هالفورد، وكذلك قام الجيش البريطاني بنشر شاحنات هالفورد خلال الحرب العالمية الأولى، واستمر بيع تلك الشاحنات حتى عام 1926.
في عشرينيات القرن الماضي، بدأت شركة جي & أي هول بتصنيع مصاعد الركاب ومصاعد البضائع، وتولت تلك العملية شركة ميدواي لسلامة المصاعد، وأثناء الحرب العالمية الثانية، قامت بتركيب المصاعد في سفن البحرية الملكية.
ثم تم تركيب مصاعد القاعات أيضا في المباني، خلال ثلاثينيات القرن العشرين، بدأت شركة جي & أي هول بإنتاج السلالم المتحركة بموجب ترخيص من شركة ألمانية، مع منتجاتها في هارودز وسيلفريدجز، وعدة مواقع أخرى، وفي عام 1951 كانت شركة هول مسؤولة عن تحديث مصعد باباكومب كليف، واستمروا في صنع المصاعد والسلالم الكهربائية حتى عام 1968 عندما تم بيع هذا الجزء من العمل إلى اوتيس.

### التبريد
في عام 1886، تم استخدام أول آلات للتبريد من شركة جي & أي هول لتجميد 30.000 ذبيحة من لحم الضأن التي يتم شحنها من جزر فوكلاند إلى المملكة المتحدة. وبعد ثلاث سنوات تم تركيب ضاغط من ثنائي أكسيد الكربون يتكون من مرحلتين لمتجر اللحوم المجمدة في سوق سميث فيلد في لندن. وفي عام 1910 قامت شركة هولز بتزويد قصر التزلج الوطني بمعدات التبريد اللازمة.
وقد تم استخدام آلات الشركة على نطاق واسع: في المستشفيات والفنادق في لندن، من قبل مصانع البيرة، وفي المحلات التجارية، وفي عام 1910، تمت إضافة تبريد الأمونيا إلى نطاق التبريد لشركة هول.
وبحلول أوائل عشرينيات القرن العشرين، قامت شركة جي & أي هول بتركيب أكثر من نصف عمليات التبريد البحري للبضائع البحرية في العالم، بينما كانت تعتبر على مستوى العالم رائدة عالمية، حيث توسعت لتستخدم ثاني أكسيد الكربون وكلوريد الميثيل واستخدام الفلوروكربونات في عمليات التبريد.
في عام 1931، قامت الشركة بتوفير معدات تبريد لمصنع جريمسبي للجليد، الذي كان في يوم من الأيام أكبر مصنع من نوعه، حيث وفر الجليد لأساطيل صيد الأسماك في أكبر ميناء لصيد الأسماك في العالم.

### عمليات الاندماج والاستحواذ
في يونيو 1959، أثبت اندماج هولز مع شركتي  ثيرمو تانك وفينتي اكسيا ثيرمو تانك على أنه كارثة، بسبب انخفاض الأرباح، وتم بيع الشركات التابعة.
ثم في عام 1968 قررت الشركة التركيز على إنتاج وحدات التبريد المركزة ومكيفات الهواء، وإنتاج ضواغط أوتوماتيكية صغيرة تستخدم كلوريد الميثيل كمبرّد،  وبدأ الوضع المالي للشركة بالتحسن بعد إعادة تنظيم رئيسية في السبعينيات.
لم تعد جي & أي هول تمتلك مصنعًا في دارتفورد (وشارع هيث الآن عبارة عن حديقة للبيع بالتجزئة)، لكن الشركة تحتفظ بمكتب رئيسي (في طريق هولي) وتمتلك أيضا بعض مرافق البحث والتطوير في البلدة.

## رابطة مع ريتشارد ترافيثيك

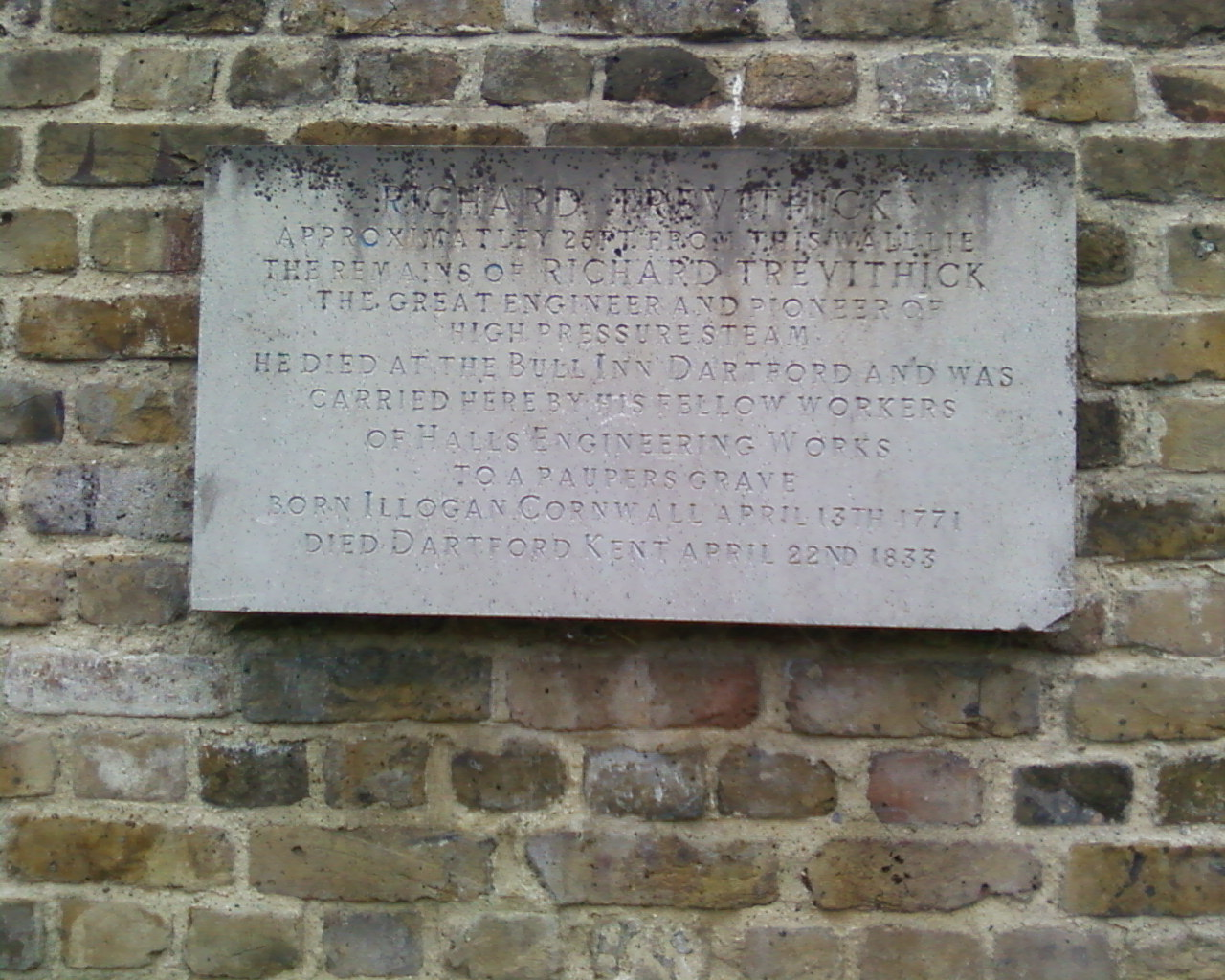
اللوحة في مدافن القديس ادموند، شرق هيل، دارتفورد. مدون بها كلمات "ريتشارد تريفثيك" ، تقع على بعد حوالي 25 قدمًا من هذا الحائط بقايا ريتشارد تريفيثيك، وهو المهندس العظيم ورائد البخار عالي الضغط. وقد مات في بول إن، دارتفورد، ونُقل إلى هنا من قبل زملائه العاملين في أعمال هولز الهندسية. إلى قبور الفقراء ولد في إيليوغان، كورنوال في الثالث عشر من أبريل 1771. توفي في دارتفورد، كينت في 22 أبريل 1833 ".

ترتبط شركة جي & أي هول بقوة بالراحل والذي يعد رائد المحركات البخارية ريتشارد ترافيثيك، في عام 1832 تمت دعوته من قبل جون هول للعمل على محرك بخاري في أعمال دارتفورد، واستقر بالقرب من منطقة تدعى الثور في هاي ستريت.
وفي أوائل عام 1833، أُصيب تريفيثيك بالتهاب رئوي وتوفي في منطقة الثور في صباح 22 أبريل 1833،  وقام زملاؤه في الشركة بجمع الاموال من بعضهم البعض من أجل مصاريف جنازته، وقاموا بحمل تابوت دفنه، ودفعوا لحارسًا ليليًا ليحرس قبره في الليل لردع لصوص المقابر في تلك الفترة.
تم دفن تريفيثيك في قبر غير مميز في منطقة الدفن في سانت إدموند، شرق هيل، دارتفورد، أغلقت المقبرة في عام 1857، وتم إزالة شواهد القبور في الستينات، مع وجود  لوحة تشير إلى المكان التقريبي الذي يعتقد أنه موقع القبر، تقع اللوحة على جانب الحديقة، بالقرب من بوابة إيست هيل.